# Suicide
Suicide foi uma banda influente no cenário musical dos EUA. Formado em Nova Iorque, o Suicide é um duo composto por Alan Vega, o vocalista, e Martin Rev, operador de sintetizador e bateria mecânica.
No ano de 1970, Vega e Rev deram início ao Suicide, apresentando-se em bares e casas de show novaiorquinas. Seu primeiro LP, intitulado First Album, foi apresentado apenas sete anos depois. Desde então, Suicide reúne-se esporadicamente, embora sua discografia tenha continuado a crescer, com o último álbum, American Supreme, produzido e lançado em 2002.
O estilo único de Suicide é considerado pioneiro no movimento punk. Shows ferozes e controversos também caracterizaram a carreira do duo. A voz marcante de Alan Vega e o som repetitivo e agressivo de Rev eram o destaque da banda. Entre os artistas que já declararam ter sido influenciados por Suicide encontram-se Bruce Springsteen, Cabaret Voltaire, Soft Cell e the Cars.

## Discografia
- Suicide (1977)
- Alan Vega - Martin Rev (1980) (relançado como "The Second Album")
- Half Alive (1981)
- Ghost Riders (1986)
- A Way of Life (1988)
- Why Be Blue (1992)
- Zero Hour (1997)
- American Supreme (2002)